# Donatella Legnaioli
Cet article concerne la députée. Pour la corporation, voir Arte dei Legnaioli.
Donatella Legnaioli, née le 4 janvier 1960 à San Giuliano Terme (Italie), est une femme politique italienne.

## Biographie
Donatella Legnaioli naît le 4 janvier 1960 à San Giuliano Terme.
Elle est élue députée Ligue dans la circonscription de la Toscane lors des élections générales de 2018.